# Grand marché boursier haussier
Le grand marché haussier est une expression utilisée sur les marchés financiers et de matières premières, en particulier les marchés boursiers, pour désigner les périodes de très forte hausse des cours sur une période longue, pouvant durer plus d'une décennie, liée à phénomènes économiques structurels. Les investisseurs à la recherche de fortes plus-values utilisent l'histoire financière pour tenter d'identifier les facteurs permettant d'anticiper ces phénomènes à l'avenir.

## Histoire
Sur les marchés boursiers, au XXe siècle, les principaux grands marchés haussiers ont eu lieu au XXe siècle, au cours des (années 1920, des années 1950 puis des années 1990, trois décennies qui ont vu les bourses mondiales progresser quasiment à l'unisson, à l'exception de Tokyo pour la troisième période. Dans les trois cas, la hausse a été nourrie par le progrès technologique et la bonne tenue de la conjoncture, dans certains cas favorisée par la baisse des cours du pétrole. Le grand marché haussier des années 1990 s'est accompagnée d'un mouvement de  « démocratisation » de Wall Street qui est resté controversé.
En Asie, les années 1920 ont vu aussi des performances de long terme, en particulier à Tokyo. Le plus grand marché haussier sur la Bourse de Taïwan a eu lieu de 1984 à 1990, période qui a porté l’indice de 500 points à 12500 points. Les métaux précieux et les matières premières ont connu à leurs tours un "grand marché haussier" dans les années 2000, qui a bénéficié aux actions des compagnies minières et pétrolières.
Le terme « bull market » fait référence à un marché haussier.